# Marginació (Star Trek: La nova generació)
"Marginació" (títol original en anglès "The Outcast")  és el dissetè episodi de la cinquena temporada, de la sèrie de televisió de ciència-ficció estatunidenca Star Trek: La nova generació i el 117è de tota la sèrie. Es va emetre originalment el 16 de març  de 1992 en redifusió als Estats Units. L'episodi fou dirigit per Robert Scheerer amb guió de Jeri Taylor.
Ambientada al segle XXIV, la sèrie segueix les aventures de la tripulació de la nau de la Flota Estel·lar de la Federació Enterprise-D sota el comandament del capità Jean-Luc Picard. En aquest episodi, Riker s'enamora de Soren, un membre d'una raça andrògina que troba inacceptable l'especificitat de gènere.

## Argument
L' Enterprise és contactada per una raça humanoide anomenada J'naii. Són una raça que no té gènere. Demanen ajuda a la tripulació per trobar una llançadora que ha desaparegut. Es teoritza que la llançadora va desaparèixer en una bossa d'espai nul. Aquesta és una bossa d'espai que drena energia ràpidament. En poc temps, es planeja una missió de rescat, per a la qual Riker es presenta voluntari per pilotar una llançadora per recuperar la tripulació de la llançadora. Un membre dels J'naii anomenat Soren insisteix a acompanyar Riker, actuant com a copilot. Soren demostra ser un bon pilot. Riker i Soren comparteixen un àpat i se senten més còmodes l'un amb l'altre. Són interromputs per un altre J'naii, i Soren marxa ràpidament.
Mentre la parella està cartografiant l'espai nul, la llançadora pateix danys i Soren resulta ferit. Mentre la Dra. Crusher la tracta, Soren li fa diverses preguntes sobre la identificació de gènere femení. Mentre Soren i Riker treballen a la llançadora, Soren confessa que se sent atreta per Riker i afirma que té una identitat de gènere femenina. Soren explica que els J'naii són una espècie andrògina que veu l'expressió de qualsevol tipus de gènere masculí o femení, i especialment les relacions sexuals, com una perversió sexual. Segons la seva doctrina oficial, els J'naii havien evolucionat més enllà del gènere i, per tant, veuen la idea de la sexualitat masculina/femenina com a primitiva. Aquells entre els J'naii que es consideren posseïdors de gènere són ridiculitzats, marginats i obligats a sotmetre's a una "teràpia psicotèctica", una forma de teràpia de conversió destinada a solucionar l'especificitat de gènere i permetre l'acceptació de nou a la societat J'naii.
La relació entre Riker i Soren creix i finalment es descobreix. Soren és jutjat, però abans que respongui als càrrecs, Riker irromp i intenta assumir la culpa de la situació. Soren frustra el seu intent i procedeix a defensar-se apassionadament i expressar la seva indignació pel que la seva societat fa a aquells que expressen identitats masculines o femenines. Els diplomàtics J'naii obliguen Soren a sotmetre's a teràpia psicotèctica, al·legant la nova felicitat dels ciutadans reformats i el desig de ser "normals". Les emocions i l'amor de Riker per Soren creixen i decideix que no pot deixar Soren a aquest destí. Intenta explicar la situació a Picard, que simpatitza amb Riker però diu que no pot aprovar una missió de rescat, ja que viola la Primera Directiva, per no parlar de Riker llençant la seva carrera. Worf visita Riker a les seves estances i s'ofereix a anar amb ell en una "visita sense previ avís" per rescatar Soren, ja que no està disposat a deixar que Riker s'enfronti a la tasca sol. Quan Riker i Worf es teleporten al planeta per rescatar Soren, s'adona que la teràpia ja s'ha realitzat. Soren es nega a anar amb ell, afirmant que ara és feliç i que va estar malalta durant la seva aventura amb Riker. Soren demana disculpes a Riker, que torna abatut a l'«Enterprise» amb Worf.

## Repartiment i doblatge al català
La sèrie va ser doblada al català pels estudis Tramontana (primera part) i Soundtrack (segona part) i emesa a TV3 l’any 1991. Els dobladors de l'episodi foren:
| Personatge      | Actor/actriu    | Veu en català      |
| --------------- | --------------- | ------------------ |
| Jean-Luc Picard | Patrick Stewart | Joan Crosas        |
| William Riker   | Jonathan Frakes | Antoni Forteza     |
| Data            | Brent Spinner   | Joaquim Sota       |
| Geordi La Forge | LeVar Burton    | Aleix Estadella    |
| Worf            | Michael Dorn    | Enric Arquimbau    |
| Beverly Crusher | Gates McFadden  | Aurora Garcia      |
| Deanna Troi     | Marina Sirtis   | Victòria Pagès     |
| Soren           | Melinda Culea   | Maria Josep Guasch |
| Krite           | Callan White    | Lourdes López      |

## Antecedents
Aquest episodi es va desenvolupar per abordar el tema de l'homosexualitat, que fins ara ha estat completament ignorat a la franquícia Star Trek. En aquell moment, nombrosos fans ja havien expressat el seu disgust per la manca de personatges homosexuals a través de cartes. Quan Gene Roddenberry encara era viu, va suggerir incloure dos homes agafats de la mà en un episodi. Tanmateix, Rick Berman i Michael Piller van considerar que això era massa poc. En canvi, volien mostrar una història que també tracta la intolerància envers els homosexuals. Jeri Taylor va emprendre amb entusiasme la tasca d'escriure un guió corresponent.
Donada la història innovadora de la franquícia Star Trek en la inclusió de personatges i escenaris racialment diversos, molts membres de la comunitat LGBT van considerar que «La nova generació» (TNG) ja feia temps que havia d'incloure personatges i qüestions relacionades amb els drets LGBT.  Després que un episodi anterior de TNG que presentava paral·lelismes amb la crisi de la sida/VIH/SIDA als Estats Units fos arxivat, "Marginació" estava pensat per ser l'episodi que finalment reconegués les relacions no heterosexuals. Abans de morir, el creador de la franquícia Gene Roddenberry havia expressat el seu suport a l'escriptura de personatges LGBT a la sèrie. Tot i que oficialment no es van incloure aquests personatges, aquest episodi va ser dissenyat per comentar els prejudicis basats en la identitat sexual.
L'episodi va ser rebut tant amb elogis com amb crítiques de la comunitat LGBT. En el cas d'aquest últim, les crítiques van venir de persones que consideraven que aprovava la teràpia de rentat de cervell a la qual va ser sotmès Soren, i d'altres que consideraven que l'equip creatiu havia abdicat de la seva responsabilitat d'explorar el tema. Alguns van pensar que l'episodi era massa tímid, utilitzant l'al·legoria en lloc de reconèixer explícitament la relació homosexual, mentre que altres van criticar l'escenari d'un món sense gènere on l'heterosexualitat era perseguida com l'epítom de les pors conservadores.
L'actor Jonathan Frakes, que va interpretar Riker, va reflexionar que Soren podria haver estat més masculí, i va pensar que hauria d'haver estat escollit un home per al paper.

## Recepció
Keith DeCandido el va qualificar a "tor.com" el 2012 com un episodi força dolent de "Star Trek: La nova generació". Com a al·legoria dels intents de les comunitats religioses de "curar" els homosexuals, la història funciona raonablement bé, però en última instància, per a DeCandido, va ser escenificada de manera massa maldestra. Va trobar problemàtica la manera com es presenten i representen els J'naii. Ja li va costar l'èmfasi de Picard en la seva androgínia a l'entrada introductòria del registre. Si bé això té sentit des d'una perspectiva externa, ja que proporciona a l'espectador informació important, des d'una perspectiva interna de la història no hi ha cap raó per emfatitzar aquest aspecte. DeCandido també va criticar el fet que tots els J'naii siguin interpretats per "dones amb pentinats terribles". Això faria difícil percebre-la realment (i especialment en Soren) com a andrògina i no com a femenina. Va considerar que Melinda Culea no havia estat escollida correctament per al paper de Soren, ja que no tenia el carisma per pronunciar un discurs de defensa impressionant al tribunal, i la seva relació romàntica amb Riker mai va ser convincent.
El 2017 Sven Harvey de Den of Geek va classificar aquest episodi com un dels 25 episodis "imprescindibles" de Star Trek: La nova generació.
El 2019, Mike Bloom va incloure "Marginació" al lloc web "hollywoodreporter.com" com un dels 25 millors episodis de "Star Trek: La nova generació".

## Llançaments
L'episodi es va estrenar als Estats Units el 5 de novembre de 2002, com a part del conjunt de DVD de la cinquena temporada. El primer llançament en Blu-ray va ser als Estats Units el 18 de novembre de 2013, seguit del Regne Unit l'endemà, 19 de novembre de 2013.

## External enllaços
- The Outcast a Memory Alpha
- J'naii a Memory Alpha